# Dusona juvenilis
Dusona juvenilis är en stekelart som först beskrevs av Forster 1868.  Dusona juvenilis ingår i släktet Dusona och familjen brokparasitsteklar. Arten är reproducerande i Sverige. Utöver nominatformen finns också underarten D. j. rufifemur.